# Torneo de Zagreb 2015
El PBZ Zagreb Indoors 2015 es un torneo de tenis que pertenece a la ATP en la categoría de ATP World Tour 250. Será la novena edición del torneo y se disputará del 2 al 8 de febrero de 2015 sobre moqueta en el Dom Sportova en Zagreb, Croacia.

## Distribución de puntos
| Modalidad            | Campeón | Finalista | Semifinales | Cuartos de final | 2ª ronda | 1ª ronda | Clasificados | 2ª ronda de clasificación | 1ª ronda de clasificación |
| Individual masculino | 250     | 165       | 100         | 50               | 25       | 0        | 13           | 7                         | 0                         |
| Dobles masculino     | 250     | 150       | 90          | 45               | 20       | 0        | -            | -                         | -                         |

## Cabeza de serie

### Individuales Masculinos
| Tenista                | Ranking | Preclasificada |
| Marin Čilić            | 9       | 1              |
| Ivo Karlović           | 27      | 2              |
| Adrian Mannarino       | 36      | 3              |
| Guillermo García-López | 37      | 4              |
| Jiří Veselý            | 39      | 5              |
| Gilles Müller          | 42      | 6              |
| Andreas Seppi          | 46      | 7              |
| Simone Bolelli         | 48      | 8              |

- Ranking del 19 de enero de 2015

### Dobles Masculinos
| Tenista                           | Ranking | Preclasificada |
| Robert Lindstedt Marcin Matkowski | 41      | 1              |
| Marin Draganja Henri Kontinen     | 77      | 2              |
| Andre Begemann Robin Haase        | 86      | 3              |
| Sergey Betov Alexander Bury       | 188     | 4              |

## Campeones

### Individuales masculinos
Guillermo García-López  venció a  Andreas Seppi por 7-6(4), 6-3.

### Dobles masculinos
Marin Draganja /  Henri Kontinen vencieron a   Fabrice Martin /  Purav Raja por 6-4, 6-4.